# Bellaspira
Bellaspira là một chi ốc biển, là động vật thân mềm chân bụng sống ở biển trong họ Drilliidae.

## Các loài
Các loài thuộc chi Bellaspira bao gồm:
- Bellaspira acclivicosta McLean & L. Poorman, 1970[3]
- Bellaspira brunnescens (Rehder, 1943)[4]
- Bellaspira clarionensis McLean & L. Poorman, 1970[5]
- Bellaspira grimaldii (Dautzenberg, 1889)[6]
- Bellaspira grippi (Dall, 1908)[7]
- Bellaspira margaritensis McLean & L. Poorman, 1970[8]
- Bellaspira melea Dall, 1919[9]
- Bellaspira pentagonalis (Dall, 1889)[10]
- Bellaspira rigida (Reeve, 1846)[11]

## Hình ảnh

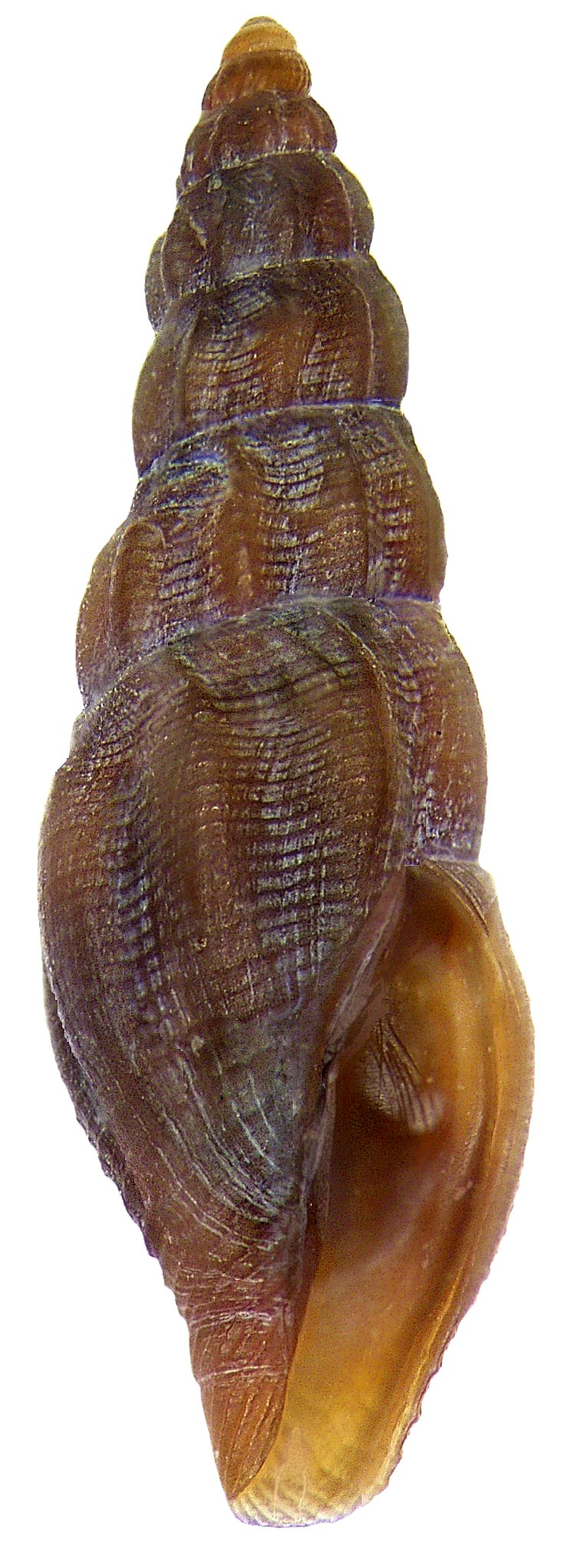